# Roberto Beghi
Roberto Beghi (Suzzara, 7 febbraio 1922 – ...) è stato un calciatore italiano, di ruolo attaccante.

## Caratteristiche tecniche
Giocava nel ruolo di attaccante, in posizione di ala destra e centravanti.

## Carriera
Ha partecipato a tre edizioni del campionato di Serie B con le maglie di Mantova e Reggiana, oltre ad aver militato in Serie C con Suzzara, Stabia e Reggina.
È al quarto posto nella classifica marcatori di tutti i tempi della Reggina, con 45 gol.
Ha disputato 104 partite (con 34 gol) in Serie B ed almeno 120 gare (con 52 reti) in Serie C.

## Statistiche

### Presenze e reti nei club
| Stagione  | Squadra  | Campionato | Campionato | Campionato |
| Stagione  | Squadra  | Comp       | Pres       | Reti       |
| --------- | -------- | ---------- | ---------- | ---------- |
| 1940-1941 | Suzzara  | C          | ?          | ?          |
| 1941-1942 | Reggiana | B          | 4          | 0          |
| 1942-1943 | Suzzara  | C          | ?          | ?          |
| 1946-1947 | Suzzara  | B          | 37         | 13         |
| 1947-1948 | Mantova  | B          | 27         | 9          |
| 1948-1949 | Reggiana | B          | 36         | 12         |
| 1949-1950 | Reggina  | C          | 34         | 23         |
| 1950-1951 | Reggina  | C          | 26         | 13         |
| 1951-1952 | Reggina  | C          | 28         | 9          |
| 1952-1953 | Stabia   | C          | 32         | 7          |